# Ciudad de la Costa
Ciudad de la Costa ligt net ten oosten van de Uruguayaanse hoofdstad Montevideo, en maakt deel uit van het departement Canelones. Met haar 83.399 inwoners is ze de op twee na grootste stad van het land.
Alhoewel de naam (stad van de kust) doet uitblijken dat het om een unitaire stad gaat, is Ciudad de la Costa eigenlijk een agglomeratie van verscheidene kleinere gemeentes.
Door hun geringe onderlinge afstand, hun gelijkaardige natuurlijke omgeving en hun homogene culturele omstandigheden werden deze gemeentes opgenomen onder één enkele naam.
Twee van de belangrijkste gemeentes van Ciudad de la Costa zijn Solymar en San José de Carrasco, waar zich onder meer de internationale luchthaven van Montevideo bevindt.
Ciudad de la Costa is ook een vrij recent gegeven. De kleine dorpjes waaruit ze bestaat zijn pas in de afgelopen 20 jaar goed aangedikt in bevolking, geholpen door de stadsvlucht uit Montevideo. Velen zijn vertrokken uit de buitenwijken van de hoofdstad en zijn er net buiten gaan wonen in deze kustdorpjes. Toch werken vele inwoners van Ciudad de la Costa nog in de grootstad, en pendelen ze elke dag op en neer tussen huis en werk. Daardoor ontstond er een vrij grote industriële en commerciële zone langs de snelweg die de twee steden met elkaar verbindt.
Maar deze zone is niet het hart van de economie van Ciudad de la Costa. Die bestaat vooral uit toerisme: de stranden, de zee en haar ligging bij Montevideo zorgen ervoor dat veel toeristen naar Ciudad de la Costa komen.